# Logan Hutchings
Pour les articles homonymes, voir Hutchings.
Logan Dennis Hutchings (né le 28 janvier 1984 à Rotorua, en Nouvelle-Zélande) est un coureur cycliste néo-zélandais. Il a notamment été champion de Nouvelle-Zélande du contre-la-montre, en 2008 et a terminé deuxième de l'UCI Oceania Tour en 2006.

## Palmarès
- 2002
  - 3e du championnat de Nouvelle-Zélande sur route juniors
- 2005
  -  Champion de Nouvelle-Zélande sur route espoirs
  -  Champion de Nouvelle-Zélande du contre-la-montre espoirs
  -  Médaillé d'or du contre-la-montre espoirs des Jeux océaniens
  -  Médaillé d'argent de la course en ligne espoirs des Jeux océaniens
- 2006
  - 4e étape du Tour de la province de Namur (contre-la-montre)
  - Cabri Tour
  - 2e de l'UCI Oceania Tour
  - 7e du championnat du monde du contre-la-montre espoirs
- 2007
  - 3e du Tour de Southland
- 2008
  -  Champion de Nouvelle-Zélande du contre-la-montre
  - 1re étape du Tour de Southland (contre-la-montre par équipes)
  - 2e étape du Tour de la province de Luxembourg
  - 6e étape du Tour de la province de Namur
  - Omloop van de Grensstreek
  - Classement général du Cabri Tour
  - 2e du Tour de Moselle
- 2009
  - 1re (contre-la-montre par équipes) et 3e étapes du Tour de Southland
  -  Médaillé d'argent au championnat d'Océanie du contre-la-montre
- 2010
  - Hotter'N Hell Hundred :
    - Classement général
    - 3e étape

  - 2e étape du Tour d'Austin
  - 3e du Tour d'Austin
- 2012
  - 2e de la Bucks County Classic
- 2013
  - 3e étape du Hotter'N Hell Hundred
  - 3e étape du Tour d'Austin
  - 2e du Tour d'Austin
- 2015
  - 1re étape de La Primavera at Lago Vista

## Classements mondiaux
| Année            | 2006 | 2007 | 2008 | 2009 | 2010 | 2011 | 2012 | 2013 | 2014 | 2015 | 2016 |
| ---------------- | ---- | ---- | ---- | ---- | ---- | ---- | ---- | ---- | ---- | ---- | ---- |
| UCI America Tour |      |      |      |      |      |      | 92e  |      |      |      | 479e |
| UCI Europe Tour  | 968e |      |      |      |      |      |      |      |      |      |      |
| UCI Oceania Tour | 2e   | 97e  | 16e  |      | 25e  |      |      |      |      |      |      |